# ピッキング行為

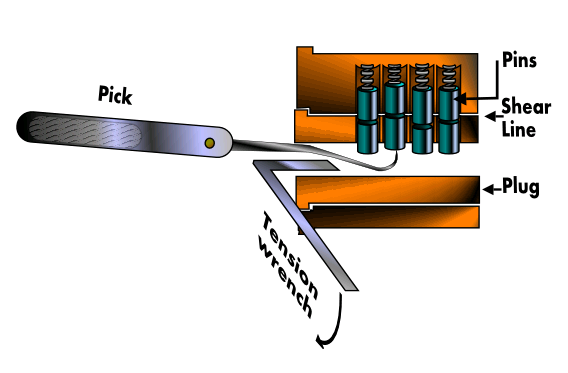
シリンダー錠のピッキング

ピッキング行為（ピッキングこうい、英語: lock picking）とは、錠前を、鍵を用いることなく、また破壊することなく、ピックなどの器具を用いて開錠する行為である。
なお、鍵を使わない開錠行為としては、物理的に錠前を破壊して開ける破錠などがある。

## 概要
ピッキングはいわゆる「鍵屋」にとってはさして特別な技術ではなく、顧客が鍵を紛失した際にアフターサービスなどとして行われており、講習会なども開かれている。典型的なシリンダー錠の場合、テンションと呼ばれる器具とピックと呼ばれる器具を併用し、熟練すれば10秒程度での解錠も可能とされる。
ピッキングを用いた解錠による住居侵入は、ドアや窓ガラスの破壊による侵入などと比較すると痕跡を残さずに侵入でき、異常が察知されることが少なく、窃盗犯が屋内を物色中の安全を確保しやすいと考えられる。

## 日本での動向
日本ではまだ美和ロックのディスクシリンダー錠などが一般的であった。
東京都内では1993年には69件に過ぎなかったピッキングの認知件数が2000年には11,089件にも達するなど大幅な増加を見せた。だがその後は減少に転じ、2002年には4,306件となった。

## ピッキングツール

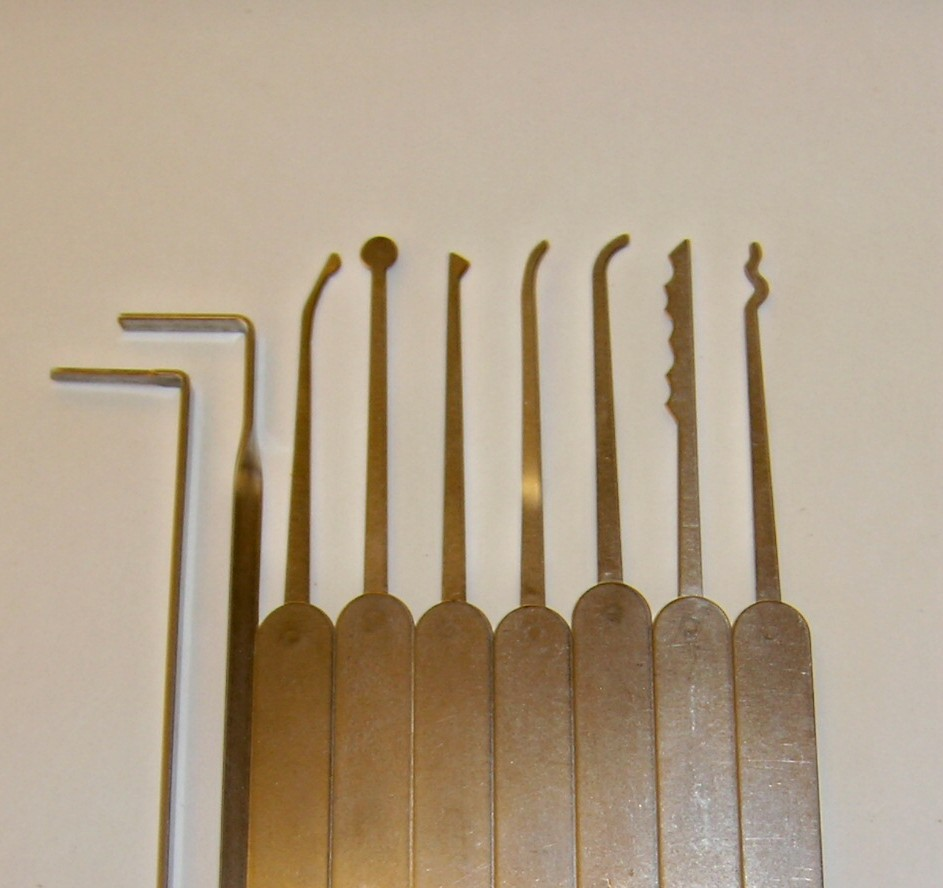
一般的なピッキングツールのセット.

- ピックとはタンブラーを押してシアラインを整えるための道具であり、鍵山の代わりをする。
- テンションとはシリンダーを回転させるための道具である。またそれと同時にピンが移動するのを防ぐ役割もある。

フックピック(画像の左から6,7番目)
- ピンタンブラー錠に使用する。

ダイヤモンドピック(画像の左から3,5番目)
- ピンタンブラー錠とディスクタンブラー錠に使用する。

ボールピック(画像の左から4番目)
- ダブルディスクタンブラー錠に使用する。

レールピック(画像の右から1,2,番目)
- ディスクタンブラー錠専用でありレーキングに用いる。

ピックガン(Pick gun)

ピックガンのアニメーション

- ピックは1つ1つのピンを動かしてシアラインを整えるが、ピックガンでは全てのピンに衝撃を与え、一瞬シアラインを整えてシリンダーを回す道具である。

テンション(画像の左から1,2番目)
- 画像の左2つにあるようなL字型のテンションが基本である。

## 対策
ピッキングに対応して全国防犯協会連合会は防犯性が高いと認定したものをCP認定錠、CP-C認定錠（シリンダ錠）として認定を行っている。これらでは従来のタンブラー錠を改良したものや電子ロックなど様々なタイプのものがあり、従来型のドアにも大掛かりな工事なしに取り付け可能な製品も多く出回っている。
このような錠前においては、本職の鍵屋にとっても、ピッキングでの解錠は困難であり、破壊による解錠が行われることもある。日本において業界大手の美和ロックは『鍵の本』によるインタビューで、1991年にはすでにこれまで一般的であったディスクシリンダー錠より防犯性の高いロータリーディスクシリンダー錠を発売しており、価格差もわずか500円に抑えられていたのであるが、ピッキング被害が社会問題となるまで市場はこれを選ばず、企業として積極的な広報・販売努力が不足していたのではないかと振り返っている。
その一方で日本においては2003年に「特殊開錠用具の所持の禁止等に関する法律」（ピッキング防止法）が制定され、開錠道具の所持は、錠前業者が業務で使うなどの正当な理由が無い場合は違法行為となった。同法では正当な理由なくマイナスドライバー、バール、電動ドリルなどの工具の所持でも逮捕、摘発できるようになった。。
なおピッキング対策を講じても、住居侵入の手段としてはサムターン回し・カム送り解錠や鍵の破壊による侵入があり得るし、解錠や破錠によらず扉や蝶番を破壊する手口もあり得る。さらに扉以外の窓やベランダからの侵入などもあり得るため、住居侵入を防ぐには総合的な防犯対策が必要である。